# Ventilation pulmonaire
 (mai 2012).
Si vous disposez d'ouvrages ou d'articles de référence ou si vous connaissez des sites web de qualité traitant du thème abordé ici, merci de compléter l'article en donnant les références utiles à sa vérifiabilité et en les liant à la section « Notes et références ».
La ventilation pulmonaire, ou 
« respiration » dans le langage courant, est le renouvellement de l'air contenu dans les poumons par l'action des muscles respiratoires dont le principal est le diaphragme. Elle comprend deux temps : l'entrée d'air dans les poumons lors de l'inspiration et la sortie d'air lors de l'expiration.
En biologie le terme « respiration » désignant alors la production d'énergie par les cellules, la dénomination de ventilation pulmonaire est préférée en médecine pour éviter toute confusion. Chez la plupart des espèces, la ventilation pulmonaire peut être volontairement interrompue ce qui permet notamment la plongée en apnée. La respiration proprement dite continue toutefois grâce à l'air emmagasinée dans les poumons et se retrouve même optimisée pour l'évolution en milieu aquatique par le réflexe d'immersion chez les mammifères. Un reflexe similaire existe chez les oiseaux plongeurs.

## Modélisation
On divise de façon schématique l'appareil respiratoire en voies aériennes de conduction, que sont la trachée, les bronches, et les bronchioles (de la bronche souche à la bronchiole terminale) et en secteur alvéolaire (c'est-à-dire toute partie de l'appareil respiratoire située après une bronchiole sensitive : bronchioles respiratoires, canaux alvéolaires, alvéoles et lobules).
La physiologie pulmonaire utilise de façon permanente un certain nombre de principes physiques qui sous-tendent la pratique clinique :
- La résistance à l'écoulement des gaz (au niveau des voies aériennes) :

{\displaystyle R={\frac {P_{a}-P_{b}}{V'}}} avec Pb la pression au niveau de la bouche, PA la pression au niveau des alvéoles, et V’ le débit gazeux traversant les voies aériennes.
{\displaystyle R={\frac {8\cdot \mu \cdot l}{\pi \cdot r^{4}}}} avec l la longueur du tube (ici les voies aériennes), r son rayon et µ la viscosité du gaz opposant une résistance à l'écoulement.
La dernière formule est particulièrement importante puisqu'elle montre que la résistance des voies aériennes de conduction (cette règle est également valable pour la résistance vasculaire) est régulée par l'adaptation de leur rayon à la puissance quatrième : une modification minime du rayon entraîne donc une variation bien plus importante de la résistance et donc de la capacité à acheminer l'air dans les alvéoles. Cependant, il faut faire attention que le coefficient de viscosité µ n'est applicable que lors d'un écoulement laminaire. En effet pour un écoulement turbulent, {\displaystyle R={\frac {8\cdot \mu \cdot l}{\pi \cdot r^{4}}}} n'est plus applicable car R augmente avec la densité du gaz.
- La loi de Laplace (au niveau des alvéoles) :

{\displaystyle P={\frac {2\,\sigma }{r}}} avec σ la tension de surface sur les parois de l'alvéole et r leur rayon.
Pour une tension égale dans deux alvéoles de rayons différents, la pression sera donc plus importante dans le petit alvéole que dans le grand ; en conséquence, les petits alvéoles devraient se vider dans les grands par un phénomène d'équilibrage des pressions, ce qui n'est pas le cas en pratique. Cette équation permet donc d'expliciter le rôle du surfactant, liquide qui tapisse la paroi alvéolaire et en abaisse la tension superficielle, de telle sorte que la ventilation alvéolaire soit homogène.

## Mécanismes respiratoires
Cette ventilation homogène justifie par ailleurs la modélisation mono-alvéolaire qui considère le poumon comme une alvéole géante qui se gonfle et se dégonfle à chaque cycle ventilatoire. Cette représentation permet de comprendre la notion d'espace mort, ou volume mort, qui est l'ensemble des éléments de l'arbre respiratoire remplis d'air mais ne participant pas activement aux échanges gazeux air/sang.
Anatomiquement, il s'agit des voies aériennes supérieures de conduction, soit 150 mL environ chez l'adulte.
Mais physiologiquement, il regroupe en plus l'ensemble des espaces d'échanges gazeux qui n'assurent pas leur fonction par absence de perfusion.
On note ce dernier volume VD.
Le mouvement ventilatoire spontané se fait par des muscles qui soulèvent la cage thoracique, l'augmentation de volume des poumons provoque une dépression qui aspire l'air (on parle de ventilation en pression négative) ; lors de l'inspiration, le diaphragme s'abaisse et pousse les viscères pour permettre aux poumons de se développer vers les pieds (d'ailleurs, lorsqu'une personne dort, on voit son ventre se lever et se baisser). L'expiration est passive, c'est l'élasticité naturelle de la cage thoracique et le poids des viscères qui fait diminuer le volume des poumons.
La ventilation s'effectue dans la cavité thoracique grâce aux unités fonctionnelles respiratoires, aux voies aériennes, ainsi qu'aux plèvres.
Plusieurs acini reliés par les canaux alvéolaires forment le lobule pulmonaire, les échanges de gaz entre l'air et le sang se font dans les bronchioles lobulaires.
La ventilation au repos chez l'adulte en bonne santé est de 12 à 20 mouvements par minute, elle peut varier en fonction de plusieurs facteurs comme l'activité physique ou les émotions. Les troubles de la ventilation sont appelés dyspnée, la ventilation peut être par exemple plus rapide (tachypnée) ou plus lente (bradypnée) que la « normale » (la normalité dépendant des individus). Lorsque la ventilation descend en dessous de 6 mouvements par minute ou bien s'arrête (apnée), on estime qu'elle est inefficace et doit être supplée par une ventilation artificielle.
La maladie d'Ondine (Syndrome d'Ondine) est un syndrome qui se manifeste par l'absence totale de respiration spontanée (aucun réflexe ventilatoire). Le patient doit « penser » à respirer ; la nuit, il doit être placé sous ventilateur.

## Échanges gazeux

Les échanges entre les alvéoles et le sang

Lors de l'inspiration, l'air ambiant pénètre dans les poumons, et le dioxygène (O2, gaz qui compose 21 % de l'air) passe dans le sang et se fixe aux globules rouges. Le dioxyde de carbone (CO2) dissous dans le plasma sanguin passe lui dans l'air contenu dans les poumons. C'est cet air appauvri en dioxygène et enrichi en dioxyde de carbone qui est expiré.
Le volume de ses échanges dépend principalement de trois facteurs :
- la surface d'échange, qui correspond à la surface alvéolaire (80–100 m2 pour un adulte) ;
- l'épaisseur de la membrane alvéolo-capillaire. Une membrane épaisse empêchera la bonne diffusion. Il existe de nombreuses pathologies qui impactent cette membrane et nuisent à la bonne diffusion des gaz ;
- la nature du gaz, car tous ne diffusent pas aussi facilement. De manière physiologique, CO2 diffuse très facilement et O2 moins facilement. Pathologiquement, la diffusion très facile de CO peut conduire à une intoxication. Inversement, l'hélium ne peut pas diffuser, ce qui peut entrainer une asphyxie s'il est inhalé en continu.[réf. nécessaire]

## Contrôle de la ventilation
Trois types de structures sont impliquées dans le contrôle de la ventilation pulmonaire : les centres de contrôle, les récepteurs (chémorécepteurs centraux et périphériques qui renseignent le système respiratoire sur sa finalité et mécanorécepteurs, situés dans le parenchyme, les bronches et les muscles ventilatoires, qui le renseignent sur sa position) et les effecteurs (les muscles respiratoires).

## Capacité pulmonaire
La capacité pulmonaire est le volume d'air pouvant être inspiré. Elle se mesure avec un spiromètre. En général, on mesure trois types de respiration :
- la respiration « normale », calme, qui donne le volume utilisé au repos d'environ 0,5 litre ;
- la respiration forcée, qui donne la capacité maximale (capacité vitale) d'environ 5 litres ;
- une expiration brutale, qui donne des renseignements sur les bronchioles, notamment dans le cadre d'une recherche d'asthme.

On peut aussi estimer la capacité respiratoire par des tests d'effort, comme le test navette de Luc Léger .
Même lorsque l'on expire complètement, il reste de l'air dans les poumons (volume résiduel) environ 1,5 litre.